# Сатанівська сільська рада
Сатані́вська сільська́ ра́да — адміністративно-територіальна одиниця та орган місцевого самоврядування в Монастирищенському районі Черкаської області. Адміністративний центр — село Сатанівка.

## Загальні відомості
- Населення ради: 1 221 особа (станом на 2001 рік)

## Населені пункти
Сільській раді були підпорядковані населені пункти:
- с. Сатанівка
- с-ще Покровка

## Склад ради
Рада складається з 16 депутатів та голови.
- Голова ради: Форостяна Євдокія Романівна
- Секретар ради: Данило Оксана Володимирівна

### Керівний склад попередніх скликань
| Прізвище, ім'я, по батькові | Основні відомості                                                 | Дата обрання | Дата звільнення |
| --------------------------- | ----------------------------------------------------------------- | ------------ | --------------- |
| Форостяна Євдокія Романівна | Сільський голова, 1962 року народження, освіта вища, позапартійна | 26.03.2006   | 31.10.2010      |
| Форостяна Євдокія Романівна | Сільський голова, 1962 року народження, освіта вища, позапартійна | 31.10.2010   |                 |

Примітка: таблиця складена за даними сайту Верховної Ради України

### Депутати
За результатами місцевих виборів 2010 року депутатами ради стали:

#### За суб'єктами висування
| Суб'єкт висування | Кількість обраних депутатів | %    |
| ----------------- | --------------------------- | ---- |
| Партія регіонів   | 14                          | 87,5 |
| Самовисування     | 2                           | 12,5 |

#### За округами
| № округу        | Прізвище, ім'я, по батькові | Дата визнання обраним | Освіта  | Партійна приналежність | Відомості про обраного депутата       |
| --------------- | --------------------------- | --------------------- | ------- | ---------------------- | ------------------------------------- |
| Партія регіонів |                             |                       |         |                        |                                       |
| 1               | Горбань Роман Володимирович | 01.11.2010            | середня | член Партії регіонів   | тимчасово не працює                   |
| 2               | Вевдюк Ольга Володимирівна  | 01.11.2010            | середня | член Партії регіонів   | Сільськиймагазин, прода-вець          |
| 3               | Сокур Галина Вікторівна     | 01.11.2010            | вища    | член Партії регіонів   | тимчасово не працює                   |
| 4               | Форостяний Сергій Іванович  | 01.11.2010            | вища    | член Партії регіонів   | ПЧ Одеської залізниці, брига-дир      |
| 5               | Осадчий Микола Антонович    | 01.11.2010            | середня | член Партії регіонів   | тимчасово не працює                   |
| 6               | Карпенко Тетяна Григорівна  | 01.11.2010            | вища    | член Партії регіонів   | Монастири-щенське ХПП, майстер        |
| 7               | Василькова Ольга Михайлівна | 01.11.2010            | середня | член Партії регіонів   | тимчасово не працює                   |
| 8               | Музиченко Зоя Миколаївна    | 01.11.2010            | вища    | член Партії регіонів   | тимчасово не працює                   |
| 9               | Ротаєнко Петро Андрійович   | 01.11.2010            | вища    | член Партії регіонів   | Монастири-щенськеХПП, робочий         |
| 10              | Мельничук Євгеній Іванович  | 01.11.2010            | середня | член Партії регіонів   | Товариство «Дніпроін-вест», опера-тор |
| 11              | Федорів Оксана Михайлівна   | 01.11.2010            | середня | член Партії регіонів   | Автомагазин, бухгал-тер               |
| 12              | Тертун Людмила Миколаївна   | 01.11.2010            | середня | член Партії регіонів   | Монастири-щенське ХПП, вантаж-ник     |
| 14              | Волкотруб Тетяна Петрівна   | 01.11.2010            | середня | член Партії регіонів   | ФГ «Ладіс», робоча                    |
| 16              | Ротаєнко Олена Василівна    | 01.11.2010            | середня | член Партії регіонів   | тимчасово не працює                   |
| Самовисування   |                             |                       |         |                        |                                       |
| 13              | Данило Оксана Володимирівна | 01.11.2010            | вища    | позапартійна           | Сатанівська сільська рада, секретар   |
| 15              | Гайдай Ігор Володимирович   | 06.03.2011            | вища    | позапартійна           | Цукрозавод, смт Цибулів, інженер      |